# الاتحاد العالمي للصم
الاتحاد العالمي للصم ( WFD ) هي منظمة دولية غير حكومية تعمل كهيئة عليا للجمعيات الوطنية للأشخاص الصم، مع التركيز على الأشخاص الصم الذين يستخدمون لغة الإشارة وأسرهم وأصدقائهم. يهدف الاتحاد إلى تعزيز حقوق الإنسان للصم في جميع أنحاء العالم، من خلال العمل عن كثب مع الأمم المتحدة (التي تتمتع بمركز استشاري) ومختلف وكالات الأمم المتحدة مثل منظمة العمل الدولية (ILO) ومنظمة الصحة العالمية (WHO). الاتحاد أيضًا عضو في التحالف الدولي للإعاقة (IDA).
أعضاء مجلس الإدارة الحالي وعددهم 11 جميعهم صم. تقع المكاتب في هلسنكي ، فنلندا .

## التاريخ
تأسست WFD في سبتمبر 1951 في روما ، إيطاليا ، في أول مؤتمر عالمي للصم، تحت رعاية Ente Nazionale Sordomuti (ENS) وهي جمعية الصم الإيطالية. كان أول رئيس للصندوق هو البروفيسور فيتوريو إيرالا ، الذي كان أيضًا، في ذلك الوقت، رئيسًا لجمعية ENS. حضر المؤتمر ممثلون عن 25 دولة.
كان الدكتور سيزار ماغاروتو أحد مؤسسي الاتحاد العالمي للصم وأمينه العام الأول (1951-1987) مع السيد فيتوريو إيرالا الذي انتخب رئيسًا من 1951-1955.
نجح السيد إيرالا والدكتور ماغاروتو في إقناع الحكومة الإيطالية بدعم جهودها لإنشاء الأمانة العامة للاتحاد العالمي للصم في روما عام 1951. بفضل الدعم المستمر من الحكومة الإيطالية وبعد ذلك مع ENS ، تمكنت الأمانة العامة للاتحاد العالمي للصم من إنشاء شبكات إعلامية ودعوية، مع اتحادات وطنية للصم في جميع أنحاء العالم. بعد مرور عقود، انتقلت الأمانة العامة للاتحاد العالمي للصم (WFD) إلى فنلندا (1987) ، بدعم من الحكومة الفنلندية والاتحاد الفنلندي للصم بقيادة الأمين العام السابق للصندوق الدكتور ليزا كوبينن (رئيس الاتحاد العالمي للصم).

## الحالة
تتمتع WFD بوضع الفئة ب مع الأمم المتحدة ويجري تمثيلها في المجموعات التالية:
- المجلس الاقتصادي والاجتماعي (ECOSOC)
- اللجان الإقليمية
- اللجنة الاقتصادية لأفريقيا (ECA)
- اللجنة الاقتصادية لأوروبا (ECE)
- اللجنة الاقتصادية لأمريكا اللاتينية ومنطقة البحر الكاريبي (ECLAC)
- اللجنة الاقتصادية واللجنة الاجتماعية لآسيا والمحيط الهادئ (ESCAP)
- اللجنة الاقتصادية والاجتماعية لغربي آسيا (الإسكوا)
- فريق الخبراء المعني بقواعد الأمم المتحدة الموحدة لتحقيق تكافؤ الفرص للأشخاص ذوي الإعاقة
- مفوضية الأمم المتحدة لحقوق الإنسان (OHCHR)
- منظمة الأمم المتحدة للتربية والعلم والثقافة (اليونسكو)
- منظمة العمل الدولية (ILO)
- منظمة الصحة العالمية (WHO)
- البنك الدولي
- مجلس أوروبا

يقدم WFD مشورة الخبراء حول قضايا الصم في علاقتها مع المنظمات الدولية الأخرى والمجموعات المهنية.
المقعد القانوني لـ WFD موجود في هلسنكي، فنلندا.

## الأهداف
في الوقت الحاضر، يتم التركيز على المجالات التالية:
1. تحسين حالة لغات الإشارة الوطنية، [3][6]
2. تعليم أفضل للصم، [7]
3. تحسين الوصول إلى المعلومات والخدمات [3]
4. تحسين حقوق الإنسان للصم في البلدان النامية [3][7][8][9]
5. تشجيع إنشاء منظمات للصم حيث لا يوجد منظمة حاليا [3]

## الأعضاء
يدعي WFD أنه يمثل 70 مليون شخص من الصم في جميع أنحاء العالم، يعيش أكثر من 80 في المائة منهم في البلدان النامية . يتم ذلك بشكل أساسي من خلال عضوية منظمات الصم الوطنية، حيث توجد هذه المنظمات. اعتبارًا من فبراير 2009، هناك 130 رابطة وطنية تحظى بعضوية. يشكل الأعضاء المنتسبون والأعضاء الدوليون والأعضاء الأفراد أيضًا قاعدة عضوية WFD.
قائمة الجمعيات الأعضاء (اعتبارًا من يوليو 2014):
| الرابطة | الدولة                             |
| --- | ---------------------------------- |
| Afghanistan National Association of the Deaf                                                                    | أفغانستان                          |
| Albanian National Association of the Deaf (ANAD)                                                                | ألبانيا                            |
| Fédération Nationale des Sourds d’Algérie (FNSA) الاتحاد القومي للصم بالجزائر                                   | الجزائر                            |
| Confederación Argentina de Sordomudos                                                                           | الأرجنتين                          |
| Armenian Deaf Society                                                                                           | أرمينيا                            |
| Deaf Australia                                                                                                  | أستراليا                           |
| Österreichischer Gehörlosenbund                                                                                 | النمسا                             |
| Azerbaijan Deaf Public Union                                                                                    | أذربيجان                           |
| Bangladesh National Federation of the Deaf (BNFD)                                                               | بنغلاديش                           |
| Belarusian Society of the Deaf                                                                                  | بيلاروسيا                          |
| Belgian Federation of Flemish Deaf Organisations (FEVLADO) Federation Francophone des Sourds de Belgique (FFSB) | بلجيكا                             |
| Association Nationale des Sourds du Benin                                                                       | بنين                               |
| Federación Boliviana de Sordos                                                                                  | بوليفيا                            |
| Association of the Deaf and Hard of Hearing                                                                     | Bosnia/Herzegovina                 |
| Botswana Association of the Deaf (BAOD)                                                                         | بوتسوانا                           |
| Federação Nacional de Educação e Integração dos Surdos (FENEIS)                                                 | البرازيل                           |
| Union of the Deaf in Bulgaria                                                                                   | بلغاريا                            |
| Union Nationale des Associations des Deficients Auditifs du Burkina                                             | بوركينا فاسو                       |
| Association Nationale des Sourds du Burundi                                                                     | بوروندي                            |
| Association Nationale Des Sourds du Cameroon                                                                    | الكاميرون                          |
| Canadian Association of the Deaf (CAD)                                                                          | كندا                               |
| Chadian National Association of the Hearing Impaired (ANDAT)                                                    | تشاد                               |
| Asociación de Sordos de Chile (ASOCH)                                                                           | تشيلي                              |
| China Association of the Deaf                                                                                   | الصين                              |
| Federación Nacional de Sordos de Colombia (FENASCOL)                                                            | كولومبيا                           |
| Association Nationale des Sourds du Congo (ANSCO)                                                               | Democratic Republic of Congo       |
| Association Nationale des Sourds et Deficients Auditifs du Congo                                                | Republic of Congo                  |
| Asociación Nacional de Sordos de Costa Rica (ANASCOR)                                                           | كوستاريكا                          |
| Association Nationale des Sourds de Côte d'Ivoire (ANASOCI)                                                     | ساحل العاج                         |
| Croatian Association of the Deaf and Hard of Hearing                                                            | كرواتيا                            |
| Asociación Nacional de Sordos de Cuba (ANSOC)                                                                   | كوبا                               |
| Cyprus Deaf Federation                                                                                          | قبرص                               |
| Union of the Deaf and Hard of Hearing in the Czech Republic                                                     | التشيك                             |
| Danske Døves Landsforbund                                                                                       | الدنمارك                           |
| Asociación Nacional de Sordos de la Republica Dominicana (ANSORDO)                                              | جمهورية الدومينيكان                |
| Federación Nacional de Sordos de Ecuador (FENESEC)                                                              | الإكوادور                          |
| Asociación Salvadoreña de Sordos (ASS)                                                                          | السلفادور                          |
| National Deaf Association of Eritrea رابطة الصم الوطنية الإريترية                                               | إريتريا                            |
| Estonian Association of the Deaf (Eesti Kurtide Liit)                                                           | إستونيا                            |
| Ethiopian National Association of the Deaf (ENAD)                                                               | إثيوبيا                            |
| Fiji Association of the Deaf                                                                                    | فيجي                               |
| Finnish Association of the Deaf (FAD)                                                                           | فنلندا                             |
| Fédération Nationale des Sourds de France (FNSF)                                                                | فرنسا                              |
| Gambia Association of the Deaf and Hard of Hearing (GADHOH)                                                     | غامبيا                             |
| Union of the Deaf of Georgia                                                                                    | Georgia (country)                  |
| Deutscher Gehörlosen-Bund e.V.                                                                                  | ألمانيا                            |
| Ghana National Association of the Deaf                                                                          | غانا                               |
| Hellenic Federation of the Deaf                                                                                 | اليونان                            |
| Asociación de Sordos de Guatemala (ASORGUA)                                                                     | غواتيمالا                          |
| Association Guinéenne des Sourds (A.G.S.)                                                                       | قالب:بيانات بلد Republic of Guinea |
| Asociación Nacional de Sordos de Honduras                                                                       | هندوراس                            |
| Hong Kong Association of the Deaf                                                                               | هونغ كونغ                          |
| Hungarian Association of the Deaf and Hard of Hearing (SINOSZ)                                                  | المجر                              |
| Felag heyrnarlausra                                                                                             | آيسلندا                            |
| All India Federation of the Deaf                                                                                | الهند                              |
| Indonesian Association for the Welfare of the Deaf (IAWD)                                                       | إندونيسيا                          |
| Iranian National Center of the Deaf                                                                             | إيران                              |
| Irish Deaf Society (IDS)                                                                                        | جمهورية أيرلندا                    |
| Association of the Deaf in Israel                                                                               | إسرائيل                            |
| Ente Nazionale Sordi (ENS)                                                                                      | إيطاليا                            |
| Japanese Federation of the Deaf (JFD)                                                                           | اليابان                            |
| Kazakhstan Society of the Deaf                                                                                  | كازاخستان                          |
| Kenya National Association of the Deaf (KNAD)                                                                   | كينيا                              |
| Korean Association of the Deaf                                                                                  | كوريا الجنوبية                     |
| Kuwait Club for the Deaf نادي الكويت للصم                                                                       | الكويت                             |
| Latvian Association of the Deaf                                                                                 | لاتفيا                             |
| Association de L'Oeuvre des Sourds-Muets au Liban رابطة الصم والبكم بلبنان                                      | لبنان                              |
| National Association of the Deaf Lesotho                                                                        | ليسوتو                             |
| Liberia National Association of the Deaf, Inc                                                                   | ليبيريا                            |
| Libyan General Federation of Deaf Societies (LGFDS) الاتحاد العام لمجتمعات الصم الليبي                          | ليبيا                              |
| Lithuanian Deaf Association - Lietuvos kurčiųjų draugija (LKD)                                                  | ليتوانيا                           |
| Macau Deaf Association                                                                                          | ماكاو                              |
| Association of the Deaf and Hard of Hearing of Macedonija (SGNM)                                                | Macedonia                          |
| Federation of the Deaf in Madagascar (FMM)                                                                      | مدغشقر                             |
| Malawi National Association of the Deaf (MANAD)                                                                 | مالاوي                             |
| Malaysia Federation of the Deaf (MFD)                                                                           | ماليزيا                            |
| Mali Association of the Deaf (A.MA.Sourds)                                                                      | مالي                               |
| Deaf People Association                                                                                         | مالطا                              |
| Federación Mexicana de Sordos (FEMESOR)                                                                         | المكسيك                            |
| Association of the Deaf of Republic Moldova                                                                     | مولدوفا                            |
| Mongolian Association of the Deaf                                                                               | منغوليا                            |
| Fédération Nationale des Sourds du Maroc                                                                        | المغرب                             |
| Association of the Deaf in Mozambique                                                                           | موزمبيق                            |
| Namibian National Association of the Deaf (NNAD)                                                                | ناميبيا                            |
| Nepal Deaf Federation (NDFN)                                                                                    | نيبال                              |
| Dovenschap | هولندا                             |
| Deaf Aotearoa New Zealand (DANZ)                                                                                | نيوزيلندا                          |
| Asociación Nacional de Sordos de Nicaragua (ANSNIC)                                                             | نيكاراجوا                          |
| Association des Sourds du Niger                                                                                 | النيجر                             |
| Nigeria National Association of the Deaf                                                                        | نيجيريا                            |
| Norges Døveforbund                                                                                              | النرويج                            |
| Pakistan Association of the Deaf (PAD)                                                                          | باكستان                            |
| Asociación Nacional de Sordos de Panamá (ANSPA)                                                                 | بنما                               |
| Centro de Sordos del Paraguay                                                                                   | باراغواي                           |
| Asociacion de Sordos del Perú (ASP)                                                                             | قالب:بيانات بلد Perú               |
| Philippine Federation of the Deaf, Inc (PFD)                                                                    | الفلبين                            |
| Polski ZwiĄzek GŁuchych Polish Association of the Deaf                                                          | بولندا                             |
| Federacão Portuguesa das Associacões de Surdos (FPAS)                                                           | البرتغال                           |
| The Qatari Center of Social Cultural for the Deaf المركز القطري للثقافة الاجتماعية للصم                         | قطر                                |
| Asociatia Nationalá a Suzilor din Romania                                                                       | رومانيا                            |
| All-Russian Society of the Deaf                                                                                 | روسيا                              |
| Rwanda National Union of the Deaf (RNUD)                                                                        | رواندا                             |
| Association Nationale des Sourds du Senegal                                                                     | السنغال                            |
| Savez Gluvih I Nagluvih Srbije I Crne Gore (SGNSCG)                                                             | صربيا                              |
| Sierra Leone Association of the Deaf                                                                            | سيراليون                           |
| Singapore Association for the Deaf                                                                              | سنغافورة                           |
| Slovak Association of the Deaf Asociácia Nepočujúcich Slovenska (ANEPS)                                         | Slovak Republic                    |
| Zvesa društev gluhih in naglušnih Slovenije (ZGNS)                                                              | سلوفينيا                           |
| Somali National Association of the Deaf رابطة الصم الوطنية الصومالية                                            | الصومال                            |
| Deaf Federation of South Africa (DEAFSA)                                                                        | جنوب أفريقيا                       |
| Confederación Estatal de Personas Sordas (CNSE)                                                                 | إسبانيا                            |
| Sri Lanka Central Federation of the Deaf (CFD)                                                                  | سريلانكا                           |
| Sudanese National Society for the Deaf المجتمع الوطني السوداني للصم                                             | السودان                            |
| Swaziland National Association of the Deaf                                                                      | سوازيلاند                          |
| Swedish National Association of the Deaf (SDR)                                                                  | السويد                             |
| Schweizerischer Gehörlosenbund, Fédération Suisse des Sourds (SGB-FSS)                                          | سويسرا                             |
| Syrian Federation of Societies for the Welfare of the Deaf اتحاد الجمعيات السورية لرخاء الصم                    | سوريا                              |
| Tajik Society of the Deaf                                                                                       | طاجيكستان                          |
| Tanzania Association of the Deaf                                                                                | تنزانيا                            |
| National Association of the Deaf in Thailand (NADT)                                                             | تايلاند                            |
| Association des Sourds du Togo                                                                                  | توغو                               |
| Association Voix du Sourd de Tunisie جمعية صوت الصم التونسية                                                    | تونس                               |
| Turkish National Federation of the Deaf                                                                         | تركيا                              |
| Uganda National Association of the Deaf (UNAD)                                                                  | أوغندا                             |
| Ukrainian Society of the Deaf (USD)                                                                             | أوكرانيا                           |
| British Deaf Association (BDA)                                                                                  | المملكة المتحدة                    |
| National Association of the Deaf (NAD)                                                                          | United States of America           |
| Asociación de Sordos del Uruguay                                                                                | أوروغواي                           |
| Uzbek Society of the Deaf                                                                                       | أوزبكستان                          |
| Federación Venezolana de Sordos (FEVENSOR)                                                                      | فنزويلا                            |
| Zambia National Association of the Deaf                                                                         | زامبيا                             |
| Zimbabwe National Association of the Deaf (ZIMNAD)                                                              | زيمبابوي                           |

## المؤتمر العالمي
ينعقد المؤتمر العالمي للاتحاد العالمي للصم كل أربع سنوات منذ عام 1951. هذا الحدث، الذي ينظمه WFD والبلد المضيف، يحضره الآلاف من الصم من جميع أنحاء العالم. بالإضافة إلى عقد الجمعية العامة (أعلى هيئة لصنع القرار في WFD) وتشكيل المبادئ التوجيهية للسنوات الأربع التالية من عملها، يحمل المؤتمر برنامجًا ثقافيًا كبيرًا يشمل العروض المسرحية والسينما والمعارض والفنون والزيارات إلى الأماكن المحلية ذات الاهتمام.
| رقم             | عام  | شهر / تواريخ       | موقعك                                       | موضوع                                    |
| --------------- | ---- | ------------------ | ------------------------------------------- | ---------------------------------------- |
| 1 (الأول)       | 1951 | 21 سبتمبر          | روما ، إيطاليا                              | (بدون موضوع)                             |
| 2 (الثاني)      | 1955 |                    | زغرب ، يوغوسلافيا                           | (بدون موضوع)                             |
| 3 (الثالث)      | 1959 | 22-26 أغسطس        | فيسبادن ، جمهورية ألمانيا الاتحادية         | (بدون موضوع)                             |
| 4 (رابعا)       | 1963 | 17-21 أغسطس        | ستوكهولم ، السويد                           | (بدون موضوع)                             |
| 5 (الخامس)      | 1967 | 10-17 أغسطس        | وارسو ، بولندا                              | الصم بين السمع                           |
| 6 (سادسا)       | 1971 | 31 يوليو - 5 أغسطس | باريس ، فرنسا                               | الشخص الصم في العالم في التطور           |
| 7 (السابع)      | 1975 | 31 يوليو - 8 أغسطس | واشنطن العاصمة ، الولايات المتحدة الأمريكية | المواطنة الكاملة لجميع الصم              |
| 8 (الثامن)      | 1979 |                    | فارنا ، بلغاريا                             | الصم في المجتمع الحديث                   |
| 9 (تاسعا)       | 1983 |                    | باليرمو ، إيطاليا                           | الصمم اليوم وغداً: الواقع واليوتوبيا      |
| 10 (س)          | 1987 | 20-28 يوليو        | إسبو ( هلسنكي ) ، فنلندا                    | عالم واحد - مسؤولية واحدة                |
| 11 (حادي عشر)   | 1991 | يوليو              | طوكيو ، اليابان                             | المساواة والاعتماد على الذات             |
| 12 (ثاني عشر)   | 1995 | 6-15 يوليو         | فيينا ، النمسا                              | نحو حقوق الإنسان                         |
| 13 (ثالث عشر)   | 1999 | 25-31 يوليو        | بريسبان ، أستراليا                          | التنوع والوحدة                           |
| 14 (د -14)      | 2003 | 18-26 يوليو        | مونتريال ، كندا                             | الفرص والتحديات في القرن الحادي والعشرين |
| 15 (الخامس عشر) | 2007 | 16-22 يوليو        | مدريد ، اسبانيا                             | حقوق الإنسان من خلال لغات الإشارة        |
| 16 (السادس عشر) | 2011 | 18-24 يوليو        | ديربان ، جنوب أفريقيا                       | النهضة العالمية للصم                     |
| 17 (سابع عشر)   | 2015 | 28 يوليو - 1 أغسطس | اسطنبول ، تركيا                             | تعزيز التنوع البشري                      |
| 18 (ثامن عشر)   | 2019 | 23-27 يوليو        | باريس، فرنسا                                | حقوق لغة الإشارة للجميع                  |
| 19 (تاسع عشر)   | 2023 | 11–15 يوليو        | جيجو، كوريا الجنوبية                        | تأمين حقوق الإنسان في أوقات الكوارث      |

خلال المؤتمر الرابع عشر، تم تأسيس الرابطة العالمية لمترجمي لغة الإشارة (WASLI).

## الرؤساء
- 1951-1955 : فيتوريو إيرالا  إيطاليا
- 1955-1983 : دراغوليوب فوكوتيتش  يوغوسلافيا
- 1983-1995 : يركر أندرسون (1929-2016: 87)  الولايات المتحدة
- 1995-2003 : ليزا كاوبينين  فنلندا
- 2003-2011 : ماركو جوكينين  فنلندا
- 2011-2019 : كولين ألين  أستراليا
- 2019-الآن : د. جوزيف جو موراي  الولايات المتحدة

## روابط خارجية
- الموقع الرسمي